# Wanchet
Wanchet est une rivière du centre de l'Éthiopie et un affluent de la rivière Jamma. Avec la Rivière Adabay, elle délimitait la frontière de l'ancien quartier de Marra Biete.
Sa traversée "Aqui afagi" ("Aheya Fajj", amharique "destructeur d'ânes") est mentionnée dans le récit de Francisco Álvares, qui la traversa à plusieurs reprises dans le premier quart du XVIe siècle.